# Linia kolejowa Trutnov – Teplice nad Metují
Linia kolejowa Trutnov – Teplice nad Metují – jednotorowa, niezelektryfikowana linia kolejowa w Czechach. Łączy Trutnov i Teplice nad Metují. w całości znajduje się na terytorium kraju hradeckiego.